# منتخب غيانا لاتحاد الرغبي
منتخب غيانا لاتحاد الرغبي هو ممثل غيانا الرسمي في المنافسات الدولية في اتحاد الرغبي . تأسس في 1979.